# Raketenangriff bei Marib
Ein Raketenangriff bei Marib fand am 4. September 2015 während der Militärintervention im Jemen  statt. Dabei wurde von Huthi-Rebellen gegen eine Militärbasis der Saudi-Koalition im Bezirk Marib, ungefähr 130 km östlich von Sanaa, eine OTR-21 Totschka-Rakete eingesetzt. Ein direkter Treffer des Munitionslagers durch die Totschka verursachte eine Explosion, bei der über 100 Soldaten der Koalition getötet wurden. Viele Militärfahrzeuge, darunter drei Hubschrauber vom Typ Boeing AH-64, wurden vernichtet. Der Brand des Militärstützpunktes dauerte mehrere Tage. In den Vereinigten Arabischen Emiraten, die den Tod von 45 Soldaten vermeldeten, wurde eine dreitägige Staatstrauer verordnet.